# 湯普森 (內布拉斯加州)
湯普森（英語：Thompson）是位於美國內布拉斯加州傑佛遜縣的非建制地區。

## 歷史
湯普森的郵局於1892年設立，其後於1967年停運。

## 地理
湯普森所處的海拔為高於海平面417米（即1368英呎），而該地所採用的時區為UTC-6，即北美中部时区（CST）。同時該地設有夏令時間，為UTC-6調快一小時，即UTC-5（CDT）。